# Synagogenbezirk Arnsberg

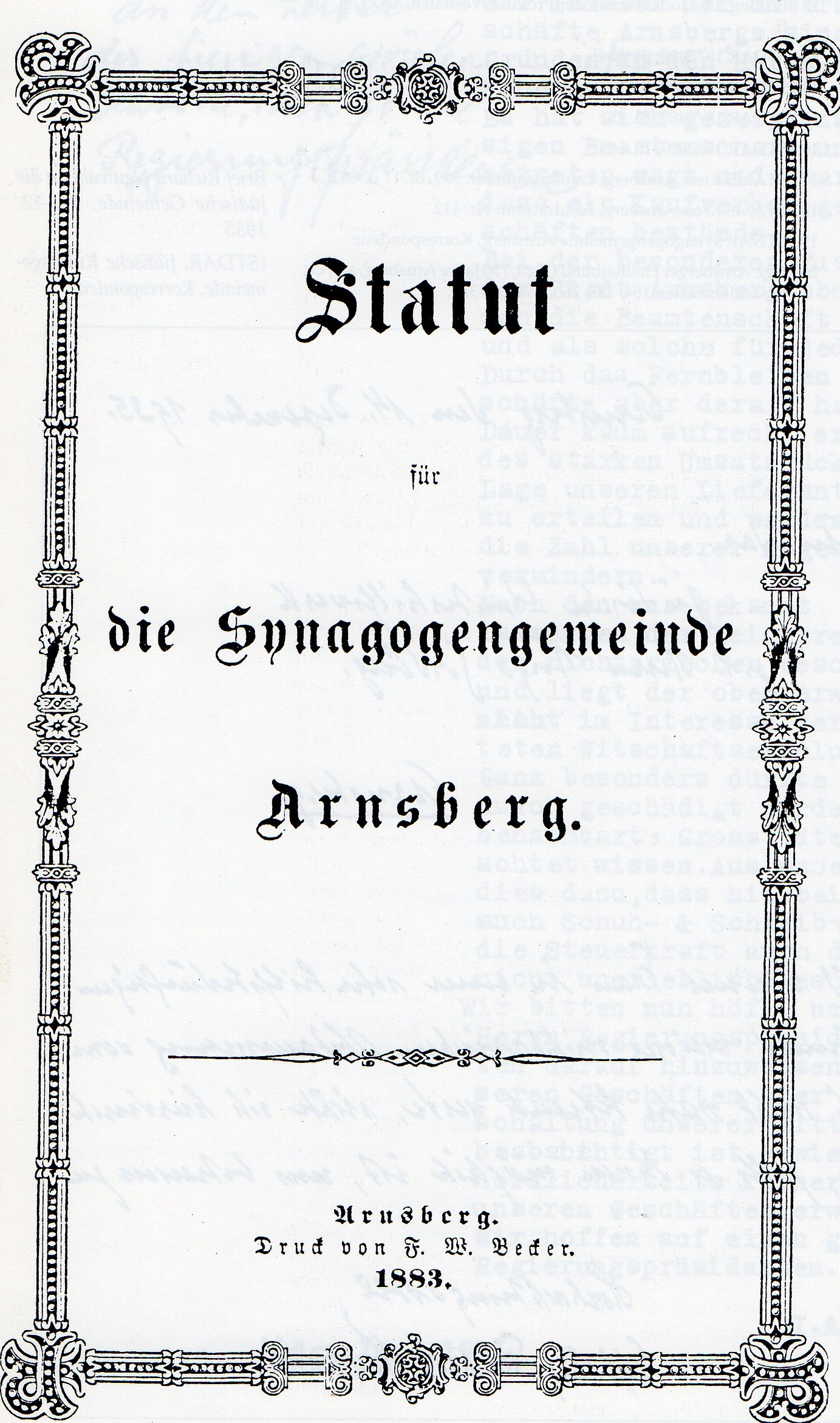
Statut der jüdischen Gemeinde Arnsberg von 1855 gedruckt 1883

Der Synagogenbezirk Arnsberg mit Sitz in Arnsberg, heute eine Stadt im Hochsauerlandkreis im Land Nordrhein-Westfalen, wurde nach dem Preußischen Judengesetz von 1847 geschaffen.
Die neu geschaffenen Synagogenbezirke traten an die Stelle der bis in die 1840er Jahre existierende Judenschaft des ehemaligen Herzogtums Westfalen. Der 1855 eingerichtete Synagogenbezirk umfasste das gesamte Kreisgebiet mit den Städten Arnsberg und Neheim und den Ämtern Balve, Freienohl, Hüsten, Sundern und Warstein.
Der erste Vorsitzende oder Präses des Synagogenbezirks war der Neheimer Unternehmer Noah Wolff.
Im Jahr 1858 gab es nach § 41 des Gesetzes über die Verhältnisse der Juden jüdische Haushaltsvorstände in Affeln (1), Allagen (2), Allendorf (1), Arnsberg (17), Balve (3), Belecke (4), Freienohl (4), Grevenstein (1), Hachen (4), Hagen (bei Sundern) (1), Hirschberg (1), Hüsten (4), Neheim (21), Rumbeck (2), Sichtigvor (1), Stockum (1), Sundern (2), Voßwinkel (3), Warstein (6)
Unterhalb des Bezirks gab es Gemeinden mit den dazugehörenden religiösen und schulischen Einrichtungen in Arnsberg, Hüsten, Neheim und Warstein. Zur Gemeinde Neheim gehörte Voßwinkel. Zu Hüsten Hachen und zu Warstein die jüdischen Einwohner von Belecke, Hirschberg, Sichtigvor und Allagen. Die Gemeinden stellten auch den Kantor und den Lehrer ein. In Arnsberg, Neheim, Hüsten, Belecke, Warstein, Balve, Stockum und Grevenstein gab es jüdische Friedhöfe.
Im Jahr 1931 wurde die Gemeinde Neheim eigenständig. Damit schieden etwa ein Drittel der bisherigen Mitglieder aus der bisherigen Gemeinde aus. Das Statut der Gemeinde wurde auf Grundlage von Vorläufern 1855 genehmigt und wurde 1871 ergänzt. Es galt bis zum Ausscheiden der Gemeinde Neheim. Im Jahr 1932 wurden von der verbliebenen Gemeinde das Normalstatut für Kleingemeinden übernommen.